# Le cheval blanc
Le cheval blanc (Nederlands: Het witte paard) is een schilderij van de Franse kunstschilder Paul Gauguin uit 1898, olieverf op doek, 140 x 91,5 centimeter groot. Het werk bevindt het zich sinds 1986 in de collectie van het Musée d'Orsay te Parijs, in bruikleen gegeven door het Louvre.

## Context
Gauguin schilderde Le cheval blanc tijdens zijn tweede verblijf op Tahiti. In deze periode verslechterde zijn gezondheidstoestand, mede veroorzaakt door opgelopen syfilis. Ook zijn financiële situatie was zorgwekkend, omdat geldzendingen uit Europa achterbleven en hij op het eiland veel geld uitgaf, onder andere aan wijnen. Gauguin had echter ook geld nodig voor medicijnen, die hij betrok van een lokale apotheker uit Papeete. Regelmatig probeerde hij zijn schulden te betalen met schilderijen en zo had hij ook met de apotheker afgesproken dat hij hem ter betaling een schilderij zou leveren van een wit paard. Toen de apotheker het werk van Gauguin kreeg aangeboden riep hij uit: "maar dat paard is groen!" Hij vond het niks en weigerde het te accepteren, waarna Gauguin het werk, samen met enkele andere van zijn werken, opstuurde naar zijn vriend George-Daniel de Monfreid in Frankrijk, met het verzoek om het daar te gelde te maken. De Monfreid deed hard zijn best om Gauguins werk te verkopen, maar in geval van Le cheval blanc is hem dat nooit gelukt. Uiteindelijk zou hij het in 1927, lang na Gauguins dood, doneren aan de nationale collectie in het Musée du Luxembourg.

## Afbeelding
Het basisthema van Le cheval blanc wordt gevormd het Tahitiaanse landschap en haar dichte wouden, waardoorheen Gauguin tijdens zijn verblijf zo vaak doorheen doolde om alleen te kunnen zijn. De linker helft van het werk wordt gedomineerd door het witte paard waaraan het werk zijn titel ontleend, groent getint door de vegetatie. Het drinkt uit een beekje dat verticaal zich door het landschap beweegt. Een paard was in Tahiti een relatief zeldzaam beest en er een symbolische betekenis, verbonden met het geloof in de transitie van een gestorven persoon naar een andere wereld. De kleur wit werd er geassocieerd met de dood en de aanbidding der goden.
Op de achtergrond rijden twee naakte figuren op relatief kleine, ongezadelde paarden achter elkaar van het tafereel weg. Aan de rechterkant vormen de takken van de hibiscusplant en de lelies beneden een soort van decoratief framewerk. Het ontbreken van een horizon en luchtpartij accentueert het besloten karakter van het werk en ontneemt het haar diepte, waarmee een sfeer van mysterie wordt gecreëerd.
Belangrijker wellicht dan het concrete onderwerp van Le cheval blanc is de uitdrukking van Gauguins persoonlijke, synthetistische visie op het Tahitiaanse landschap. "Kunst is een abstractie", schreef hij ooit, "Schilder de natuur zoals je het droomt en kunt voelen, denk meer over kunst als een creatie dan aan het uiteindelijk resultaat". In een bijzondere combinatie van gedurfde lijnen en rijke kleuren schetst hij een serene, paradijselijke symfonie, in een stijl zoals we die al enigszins kennen uit zijn Bretonse periode en waarin duidelijk de invloed van de Japanse prentkunst is te herkennen. Tegelijkertijd hebben de afgebeelde paarden iets klassieks en doen denken aan afbeeldingen op de friezen van het Parthenon, waarvan Gauguin ook foto's bezat. Het is aan de vreemde mengeling van al deze invloeden, gekoppeld aan de Tahitiaanse mythologie, dat het werk haar bijzondere kracht ontleent.

## Galerij

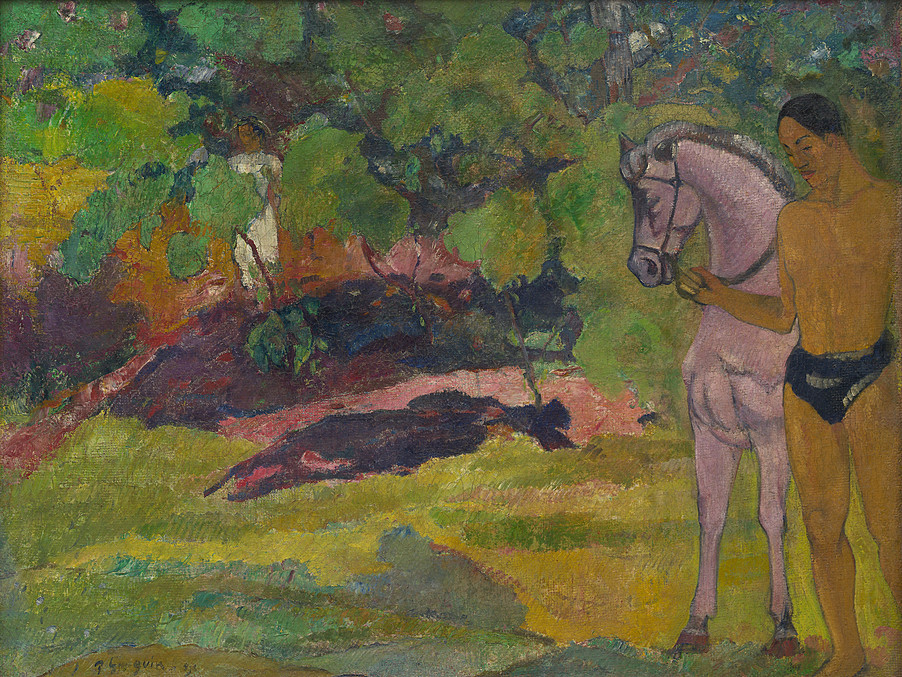
Dans la vanillère, homme et cheval, 1891
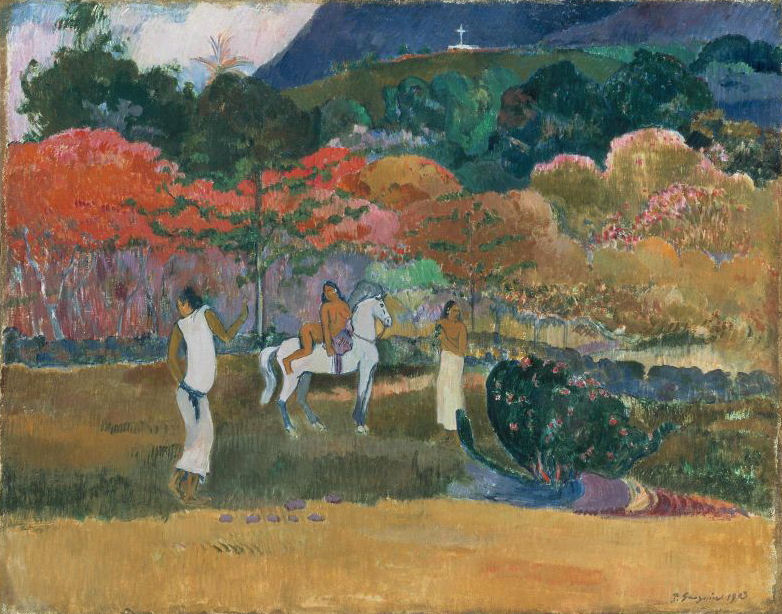
Seurat: Femmes et cheval blanc, 1903
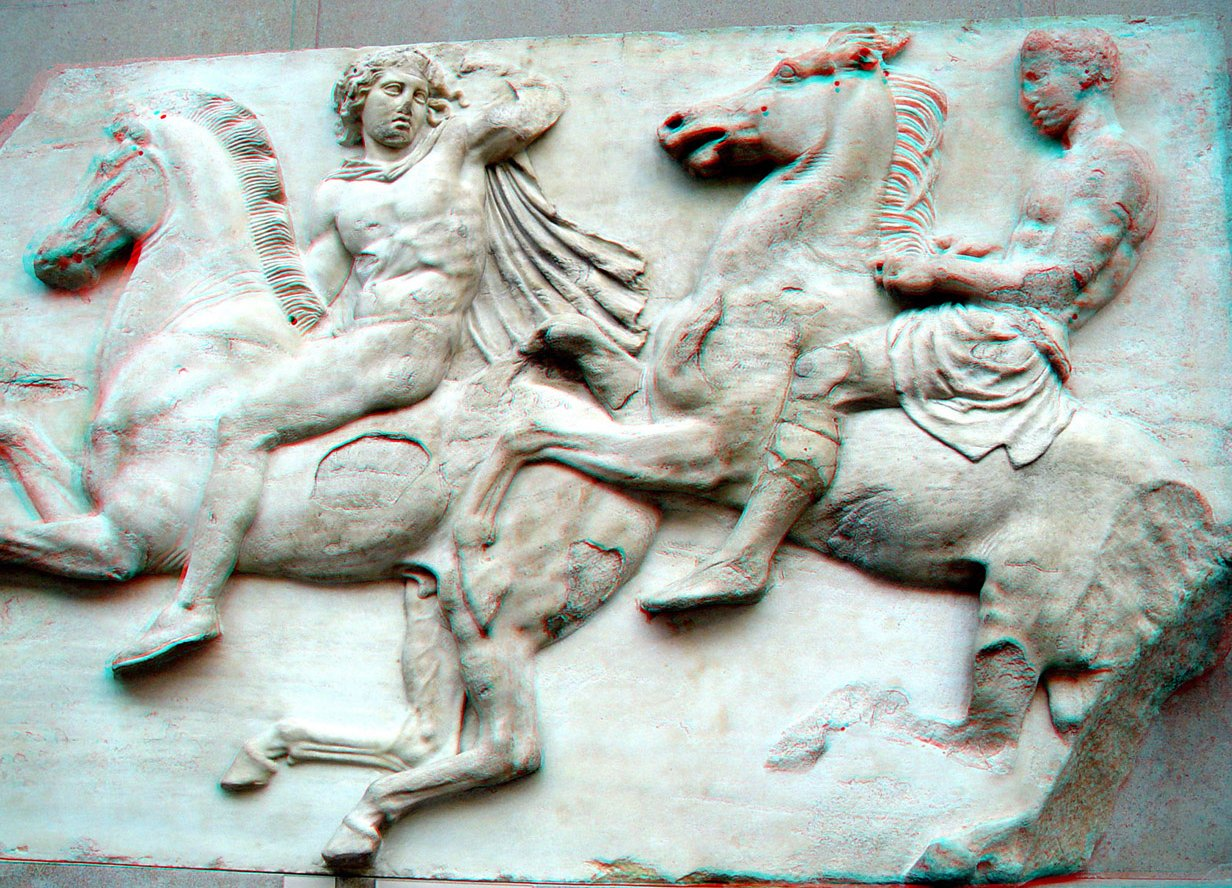
Paarden op de friezen van het Parthenon